# Hypnotika
Hypnotika er en gruppe af lægemidler, som bruges ved behandling af søvnløshed.
Disse omfatter:
- Benzodiazepiner samt benzodiazepin-lignende midler
- Antihistaminer
- Melatonin